# G. Mennen Williams

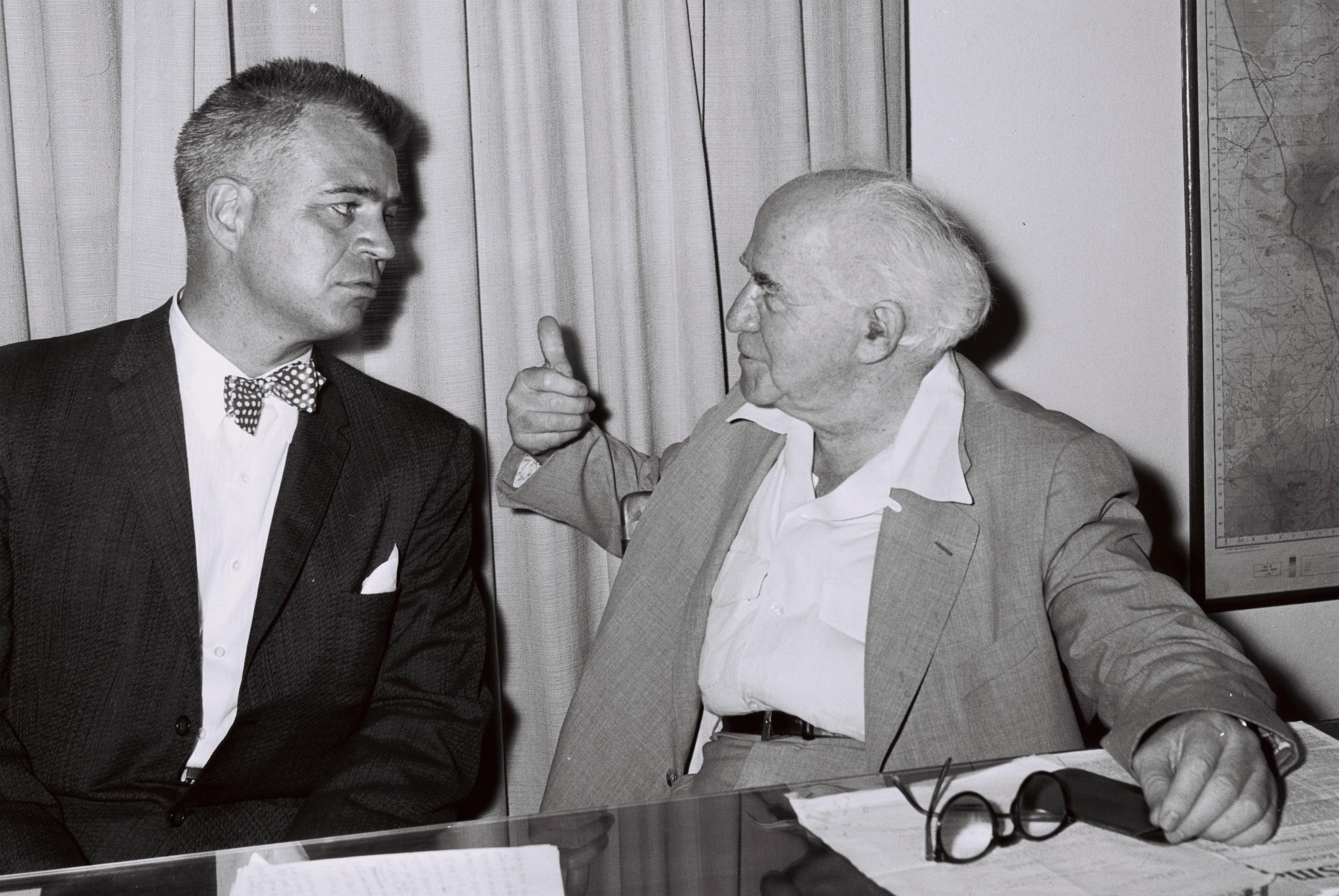
G. Mennen Williams (links) mit Israels Ministerpräsident David Ben-Gurion (1959)

Gerhard Mennen „Soapy“ Williams (* 23. Februar 1911 in Detroit, Michigan; † 2. Februar 1988 ebenda) war ein US-amerikanischer Jurist und Politiker und von 1949 bis 1961 der 41. Gouverneur des Bundesstaates Michigan.

## Frühe Jahre und politischer Aufstieg
Mennen Williams erhielt eine gute Ausbildung. Er besuchte zunächst die Salisbury School in Connecticut und dann bis 1933 die Princeton University. 1936 schloss er seine Ausbildung mit einem Jurastudium an der University of Michigan 1936 ab. Zwischen 1936 und 1941 war er als Rechtsanwalt bei der Kanzlei Griffiths, Williams and Griffiths tätig. Während des Zweiten Weltkrieges war er bei der US-Marine und wurde im Südpazifik eingesetzt.
Seit seinem Jurastudium war Williams Mitglied der Demokratischen Partei, obwohl seine Familie traditionell eine starke Bindung zu den Republikanern hatte. Sein erstes öffentliches Amt erhielt Williams im Jahr 1946, als er stellvertretender Leiter der Preisaufsichtsbehörde (Office of Price Administration) wurde. Im Jahr 1947 wurde er Mitglied einer Kommission zur Kontrolle der Alkoholverordnungen (Liquor Control Commission). Am 2. November 1948 wurde Williams gegen Amtsinhaber Kim Sigler zum neuen Gouverneur seines Staates gewählt.

## Gouverneur von Michigan
Mennen Williams trat sein neues Amt am 1. Januar 1949 an. Er schaffte es, in den folgenden Jahren jeweils darin bestätigt zu werden. Insgesamt konnte er sechs zusammenhängende jeweils zweijährige Amtszeiten als Gouverneur absolvieren. Somit war er bis zum 2. Januar 1961 im Amt. In diesen zwölf Jahren wurde das Bildungssystem des Staates verbessert. Die Gehälter der Lehrer wurden angehoben, die Schulen wurden ausgebaut und die Lehrpläne verbessert. Außerdem wurde ein Marketingprogramm für die Landwirtschaft verabschiedet. Besondere Kommissionen wurden gegründet, die sich mit Problemen wie des Alterns, sexueller Belästigungen und dem Verhalten von Heranwachsenden beschäftigten.
In Williams’ Amtszeit wurde die Mackinac Bridge fertiggestellt, die die beiden Halbinseln des Staates Michigan miteinander verbindet. In den Jahren 1952, 1956 und 1960 war Williams Delegierter zu den jeweiligen Democratic National Conventions. Auf dem Parteitag des Jahres 1960 wurde John F. Kennedy als Präsidentschaftskandidat nominiert. Williams’ letzte Amtszeit als Gouverneur war von heftigen Auseinandersetzungen mit den Republikanern überschattet, die die Mehrheit in beiden Häusern der Michigan Legislature hatten. Aufgrund dieser Differenzen verzichtete Williams im Jahr 1960 auf eine weitere Kandidatur für das Amt des Gouverneurs.

## Weiterer Lebenslauf
Auch nach dem Ende seiner Gouverneurszeit blieb Williams politisch aktiv. Zwischen 1961 und 1966 war er Staatssekretär für Afrikanische Angelegenheiten (Assistant Secretary of State for African Affairs) im Außenministerium der Vereinigten Staaten. Im Jahr 1966 kandidierte er erfolglos für einen Sitz im US-Senat. Von 1968 bis 1969 war er für wenige Monate Botschafter der Vereinigten Staaten auf den Philippinen. Im Jahr 1970 fungierte er als Richter am Michigan Supreme Court. Diesem Gericht gehörte er bis 1987 an. Seit 1983 war er dessen Vorsitzender (Chief Justice). Mennen Williams verstarb am 2. Februar 1988. Er war mit Nancy Lace verheiratet, mit der er drei Kinder hatte.